# Brachyceratocoris nevadensis
Brachyceratocoris nevadensis är en insektsart som beskrevs av Knight 1968. Brachyceratocoris nevadensis ingår i släktet Brachyceratocoris och familjen ängsskinnbaggar. Inga underarter finns listade i Catalogue of Life.